# Université La Trobe
Pour les articles homonymes, voir La Trobe.
L'université La Trobe (La Trobe University) est une université à campus multiples de l'État de Victoria en Australie.

## Historique
L'université La Trobe a été fondée en 1967 en tant que troisième université de cet État par un Acte du Parlement. Le campus principal est situé à Bundoora, une banlieue de Melbourne. Deux autres campus importants se trouvent à Bendigo et à Albury-Wodonga, près de la frontière entre le Victoria et la Nouvelle-Galles du Sud. L'université possède encore un certain nombre de campus plus petits à Mildura, Shepparton, et Beechworth, ainsi qu'un campus dans le quartier central des affaires de Melbourne.
L'université prit le nom de La Trobe en mémoire de Charles Joseph La Trobe, premier gouverneur de l'État de Victoria.
La devise de l'université est : « Qui cherche trouve » (en français dans le texte). Cette devise était celle de la famille La Trobe d'origine huguenot et émigrée d'Angleterre.

## Organisation
L'université La Trobe compte 5 000 universitaires et chercheurs ainsi qu'environ 28 000 étudiants.
L'université possède plusieurs antennes à travers le pays ainsi qu'à l'étranger (Corée du Sud, Hong Kong, Singapour, Malaisie, etc.)
Les étudiants publient un journal universitaire qui se nomme « Rabelais » du nom du célèbre écrivain français François Rabelais. Edward Duyker, l'historien des voyageurs français en Australie au XVIIIe siècle et au début du XIXe siècle, étudia à l’université La Trobe.

## Composition
L'université La Trobe compte cinq facultés :
- Faculté du département de l'Éducation
- Faculté des Sciences médicales et de la santé
- Faculté des Sciences humaines et sociales
- Faculté de Droit
- Faculté des Sciences, de technologie et d'ingénierie

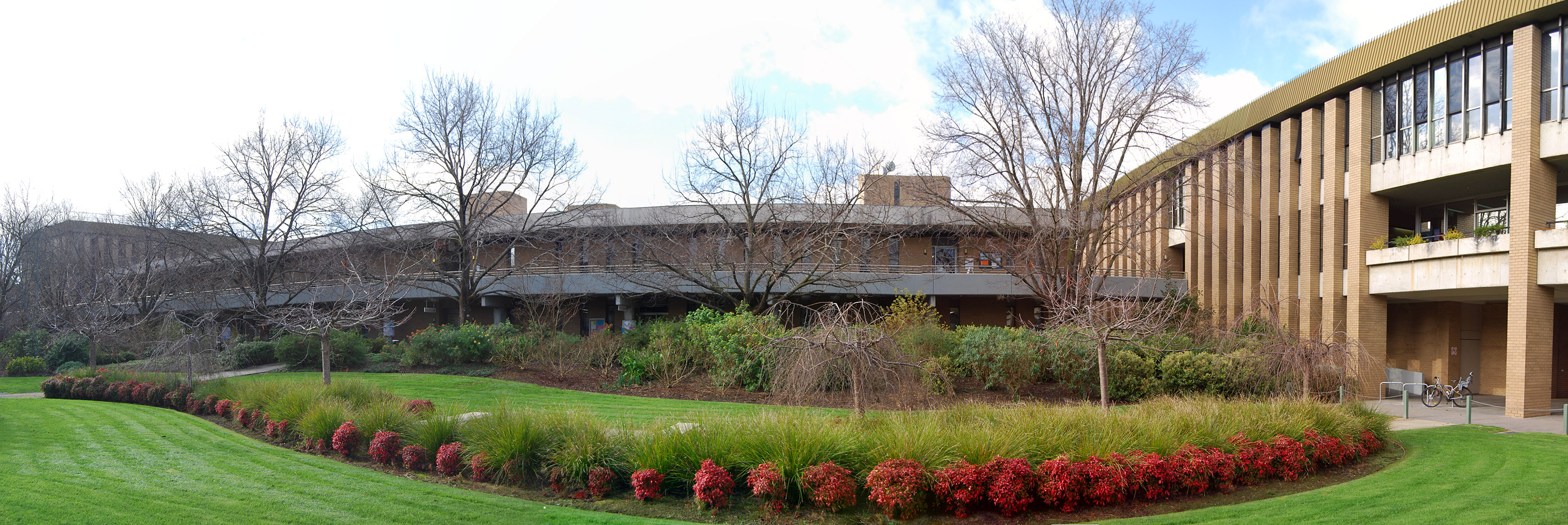
Le bâtiment David Myers à Bundoora

## Personnalités parmi les anciens étudiants
- Jamila Gordon, scientifique et créatrice d'entreprise australienne d'origine somalienne.
- Sussan Ley, femme politique.
- Bob Morley, acteur.
- Tim Flannery, biologiste, connu pour son combat contre le réchauffement climatique.
- Tamsyn Lewis, athlète, championne du monde en salle sur 800 m[3].
- Rania Stephan, cinéaste.
- Emily Beecroft, championne paralympique.

## Personnalités parmi les anciens enseignants
- Bronwen Douglas, historienne